# Michael Nudelman

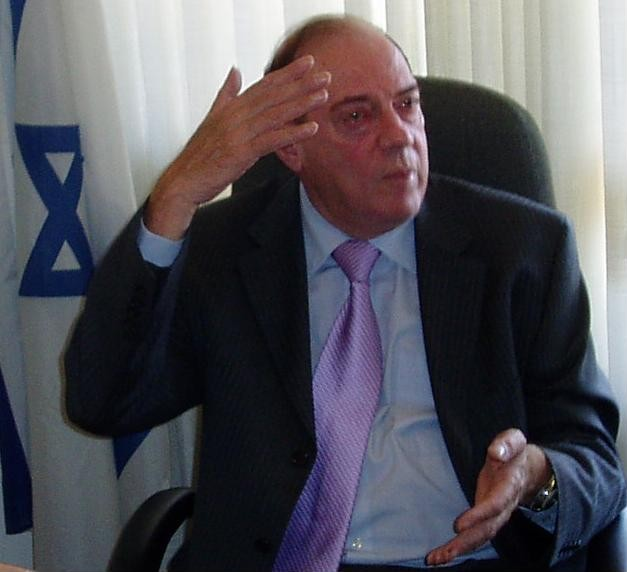
Michael Nudelman

Michael Nudelman (hebräisch מיכאל נודלמן‎, * 30. Juni 1938 in Kiew, Ukrainische SSR; † 25. Dezember 2018) war ein israelischer Politiker. Von 1996 bis 2009 war er Abgeordneter in der Knesset.

## Leben
Nudelman, der 1991 nach Israel kam, wurde 1996 für Jisra’el ba-Alija in die 14. Knesset gewählt. Zusammen mit Yuri Stern trat er aus der Partei aus und formte die Partei Jisra’el ha-Mitchadeschet, die später in Jisra’el Beitenu aufging. Für Jisra’el Beitenu wurde Nudelman 1999 in die 15. und 2003 auch in die 16. Knesset gewählt. Kurz vor Ende der Legislaturperiode der 16. Knesset trat Nudelman aus der Partei aus und verbrachte den Rest der Legislaturperiode als Unabhängiger. Diesen Schritt begründete er mit der Absicht, der Kadima beitreten zu wollen. Bei der Parlamentswahl 2006 konnte Nudelman für Kadima ein Mandat für die 17. Knesset gewinnen.
Nudelman war verheiratet und Vater zweier Kinder.